# Singa lucina
Singa lucina är en spindelart som först beskrevs av Jean Victor Audouin 1826.  Singa lucina ingår i släktet Singa och familjen hjulspindlar. Utöver nominatformen finns också underarten S. l. eburnea.